# Basket Club Gries Oberhoffen
El Basket Club Gries Oberhoffen fue un equipo de baloncesto francés con sede en la ciudad de Gries, que competía en la Pro B, la segunda división de su país. Disputaba sus partidos en el Espace Sport La Foret, con capacidad para 1450 espectadores. En 2021 se fusionó con el Basket Club Souffelweyersheim, y otros tres clubes alsacianos, el BC Nord Alsace (que agrupa las localidades de Haguenau, Reichshoffen y Niederbronn-les-Bains), Weyersheim BB y Walbourg-Eschbach Basket, dando lugar al Alliance Sport Alsace.

## Historia
El club fue fundado en 1948 bajo el nombre de Cercle Saint-Jacques Gries. El 4 de junio de 1988, el nombre del club se cambió a  Basket Club Saint-Jacques Gries/ Oberhoffen. En 1990, Gries/Oberhoffen ascendió a la National 4 y dos años más tarde a la Nationale 3. El club jugó en la cuarta división francesa desde 1998.
En la NM2, el club terminó 5.º con 16 victorias y 10 derrotas en la 2012-2013, 3.º con 19 victorias y 10 derrotas en la 2013-2014, 2.º con 18 victorias y 8 derrotas (eliminado en cuartos de final de play-offs por el Caen Basket Calvados en la 2014-2015. En 2015, Gries/Oberhoffen contó con un total de 350 jugadores en todas sus categorías. El club hizo una magnífica temporada 2015-2016, quedando 1.º de su grupo en la liga regular (24 victorias y sólo 2 derrotas) y derrotando al Aubenas US en cuartos de final de play-offs para ascender a la NM1 en la temporada 2016-2017.
En 2021, militando en Pro B, se fusiona con el BC Souffelweyersheim formando el Alliance Sport Alsace.

## Posiciones en liga
| Temporada | Nivel | Liga  | Pos. | G/P   | PL | Resultado       |
| --------- | ----- | ----- | ---- | ----- | -- | --------------- |
| 2008-09   | 4     | NM2   | 4    | 14-10 |    |                 |
| 2009-10   | 4     | NM2   | 3    | 15-11 |    |                 |
| 2010-11   | 4     | NM2   | 2    | 18-7  |    |                 |
| 2011-12   | 4     | NM2   | 3    | 15-11 |    |                 |
| 2012-13   | 4     | NM2   | 4    | 13-13 |    |                 |
| 2013-14   | 4     | NM2   | 3    | 17-7  |    |                 |
| 2014-15   | 4     | NM2   | 4    | 14-7  |    |                 |
| 2015-16   | 4     | NM2   | 1    | 24-2  |    | Ascenso campeón |
| 2016-17   | 3     | NM1   | 13   | 16-18 |    |                 |
| 2017-18   | 3     | NM1   | 1    | 27-3  |    | Ascensocampeón  |
| 2018-19   | 2     | Pro B | 8    | 19-15 |    |                 |
| 2019-20   | 2     | Pro B | 14   | 9-14  |    |                 |
| 2020-21   | 2     | Pro B | 8    | 19-15 |    |                 |

fuente:eurobasket.com

## Palmarés
- NM2
  - Campeón: 2016
- Trofeo Copa de baloncesto de Francia

2007

## Jugadores destacados
| - Raphaël Albaladejo - Willy Berquier - Marc Bousinière - Valentin Correia - Théo Diehl - Ahmed Doumbia - Glenn Duro - Hervé Huttel - Mourad El Khir - Fabien Kaerle | - Léo Maginot - Frédéric Minet - Thomas Trauttmann - Léo Westermann - Mahamadou Doucouré - Cheikh Mamadou Dieye - Miloš Maksimović - Vladimir Matić - Nemanja Stanković - Jerry Brown Jr. | - Franck Curl - Orion Outerbridge - Chris Watson (baloncestista nacido en 1990) - DJ Woodmore - Martin Novak - Younes Aït-Tabassir - Mateusz Kasperzec - Roman Mackowiak - Bosko Majstorović - David Robinson (baloncestista nacido en 1969) |